# Paraulopus melanogrammus
Espèce
Statut de conservation UICN

 LC 15 août 2019 : Préoccupation mineure
Paraulopus melanogrammus est une espèce de poissons marins téléostéens de la famille des Paraulopidae.

## Systématique
L'espèce Paraulopus melanogrammus a été décrite pour la première fois en 2004 par les ichtyologues australien Martin Fellows Gomon (d) et japonais Tomoyasu Sato (d).

## Description
Paraulopus melanogrammus possède un corps allongé qui varie entre 8,57 et 24,3 cm, et dont l'holotype est une femelle mesurant 16,5 cm
Comme la plupart des Aulopiformes, Paraulopus melanogrammus possède une bouche garnie de dents, présentes sur la mâchoire, sur le vomer et sur la langue.
Dans la nature, Paraulopus melanogrammus aborde une couleur qui varie du gris pale presque blanc sur le ventre au noir olive sur le dos.
Les nageoires sont presque transparentes, à l'exception du premier rayon de la nageoire dorsale qui est noir, ce qui a donné son nom à l'espèce
L'espèce présente un dimorphisme sexuel remarquable au niveau de la nageoire pelvienne qui est complètement gris clair chez les femelles et qui possède une bande noire de part en part chez les mâles.

## Répartition
Cette espèce se croise au large de l’Australie, dans l’Océan Pacifique, à des profondeurs variant de 184 à 606 m.

## Étymologie
Son épithète spécifique, melanogrammus du grec μέλανος « melanos » noir, et du néolatin grammus tracé, fait référence au premier rayon de la nageoire dorsale, qui est intégralement noir contrairement aux suivants qui sont gris.

## Publication originale
- (en) Martin F. Gomon et Tomoyasu Sato, « A new cucumberfish (Paraulopidae) of the Paraulopus nigripinnis complex from central eastern Australia », Records of the Australian Museum, Sydney, vol. 56, no 2,‎ 2004, p. 195 à 199 (ISSN 0067-1975 et 2201-4349, OCLC 1385608, DOI 10.3853/J.0067-1975.56.2004.1417, lire en ligne).